# Dusona spinulosa
Dusona spinulosa là một loài tò vò trong họ Ichneumonidae.